# アーネスト・ケナウェイ
アーネスト・ケナウェイ（Ernest Laurence Kennaway、1881年5月23日 - 1958年1月1日）はイギリスの病理学者、医師。発ガン物質の特定を行ったことで知られる。王立協会フェロー。

## 生涯
ロンドン・ユニバシティ・カレッジで学んだ後、オクスフォード大学を卒業した。ミドルセックス病院で3年間、働き、リスター予防医学研究所などで働いた後、オクスフォード大学に戻り主に生科学の分野で働いた。ガイ病院を経て、1914年ブランド・サットン病理学研究所の生化学部門のリーダーとなった。1931年からにロンドン大学で化学病理学の教授を務めた。発ガン物質を特定する業績をあげた。コールタール塗布による人工的に発癌させる実験は、ウサギで山極勝三郎が成功させ、筒井秀二郎がマウスでの人工発癌に成功させたが、コールタールは混合物質であり、発ガン物質の特定はできなかった。ケナウェイは合成された1:2:5:6-ジベンツアントラセンの発癌性を証明し、またタールから主要発癌性物質として3:4-ベンゾピレンの単離に成功した。ケナウェイはこの業績で1941年にロイヤル・メダルを受賞し、1947年にナイトに叙任された。